# De troubadour
De troubadour – singiel niderlandzkiej piosenkarki Lenny Kuhr, wydany w 1969. Piosenkę napisała we współpracy z Davidem Hartsemą.
W lutym 1969 kompozycja wygrała w koncercie Nationaal Songfestival 1969, dzięki czemu reprezentowała Holandię w 14. Konkursie Piosenki Eurowizji w Madrycie. 29 marca zajęła pierwsze miejsce w finale konkursu, remisując z trzema innymi propozycjami.
Piosenka została nagrana przez Kuhr również w językach: angielskim, francuskim, niemieckim, hiszpańskim i włoskim. W 1974 wydała nową, niderlandzkojęzyczną wersję utworu pt. „De generaal” ku czci Rinusa Michelsa, trenera piłkarskiego nazywanego „Generałem”.

## Lista utworów
Singel 7″
1. „De troubadour” – 3:26
2. „Mais non, monsieur” – 2:26

## Notowania na listach przebojów
| Lista (1969)              | Pozycja |
| ------------------------- | ------- |
| Holandia (Single Top 100) | 18      |